# ابواژانک کراکوفسکی
ابواژانک کراکوفسکی (obwarzanek krakowski) یک نوع نام حلقوی شکل آب‌پز شده که قبل از پخت نمک و تخم خشخاش بر روی آن پاشیده می‌شود. به‌طور سنتی توسط چرخ دستی‌های خیابانی فروخته می‌شود و یک میان‌وعده محبوب در شهر لهستانی کراکوف است.